# Bắn súng tại Thế vận hội Mùa hè 2008
Giải bắn súng tại Thế vận hội Mùa hè 2008 diễn ra từ ngày 9 đến ngày 17 tháng 8 năm 2008.

## Xếp hạng theo quốc gia
| 1    | Trung Quốc (CHN)   | 5  | 2  | 1  | 8  |
| 2    | Hoa Kỳ (USA)       | 2  | 2  | 2  | 6  |
| 3    | Cộng hòa Séc (CZE) | 2  | 1  | 0  | 3  |
| 3    | Ukraina (UKR)      | 2  | 1  | 0  | 3  |
| 5    | Ý (ITA)            | 1  | 2  | 0  | 3  |
| 6    | Hàn Quốc (KOR)     | 1  | 1  | 0  | 2  |
| 7    | Phần Lan (FIN)     | 1  | 0  | 1  | 2  |
| 8    | Ấn Độ (IND)        | 1  | 0  | 0  | 1  |
| 9    | Nga (RUS)          | 0  | 2  | 2  | 4  |
| 10   | Đức (GER)          | 0  | 1  | 3  | 4  |
| 11   | Mông Cổ (MGL)      | 0  | 1  | 0  | 1  |
| 11   | Na Uy (NOR)        | 0  | 1  | 0  | 1  |
| 11   | Slovakia (SVK)     | 0  | 1  | 0  | 1  |
| 14   | Úc (AUS)           | 0  | 0  | 1  | 1  |
| 14   | Croatia (CRO)      | 0  | 0  | 1  | 1  |
| 14   | Cuba (CUB)         | 0  | 0  | 1  | 1  |
| 14   | Pháp (FRA)         | 0  | 0  | 1  | 1  |
| 14   | Gruzia (GEO)       | 0  | 0  | 1  | 1  |
| 14   | Slovenia (SLO)     | 0  | 0  | 1  | 1  |
| Tổng | Tổng               | 15 | 15 | 15 | 45 |

## Bảng huy chương

### Nam
| Nội dung                   | Vàng                            | Bạc                         | Đồng                       |
| -------------------------- | ------------------------------- | --------------------------- | -------------------------- |
| 10 m súng ngắn hơi         | Bàng Vĩ · Trung Quốc            | Jin Jong-oh · Hàn Quốc      | Jason Turner · Hoa Kỳ      |
| 25 m súng ngắn bắn nhanh   | Oleksandr Petriv · Ukraina      | Ralf Schumann · Đức         | Christian Reitz · Đức      |
| 50 m súng ngắn             | Jin Jong-oh · Hàn Quốc          | Đàm Tông Lượng · Trung Quốc | Vladimir Isakov · Nga      |
| 10 m súng trường hơi       | Abhinav Bindra · Ấn Độ          | Chu Khải Nam · Trung Quốc   | Henri Häkkinen · Phần Lan  |
| 50 m súng trường nằm bắn   | Artur Ayvazian · Ukraina        | Matthew Emmons · Hoa Kỳ     | Warren Potent · Úc         |
| 50 m súng trường ba tư thế | Khâu Kiện · Trung Quốc          | Jury Sukhorukov · Ukraina   | Rajmond Debevec · Slovenia |
| Đĩa bay                    | David Kostelecký · Cộng hòa Séc | Giovanni Pellielo · Ý       | Aleksei Alipov · Nga       |
| Đĩa bay song hướng         | Walton Eller · Hoa Kỳ           | Francesco D'Aniello · Ý     | Hồ Bân Uyên · Trung Quốc   |
| Đĩa bay đa hướng           | Vincent Hancock · Hoa Kỳ        | Tore Brovold · Na Uy        | Anthony Terras · Pháp      |

Kim Jong Su (Bắc Triều Tiên) bị tước huy chương bạc nội dung 50 m súng ngắn và huy chương đồng nội dung 10 m súng ngắn hơi vì bị phát hiện chất kích thích propranolol.

### Nữ
| Nội dung                   | Vàng                           | Bạc                            | Đồng                       |
| -------------------------- | ------------------------------ | ------------------------------ | -------------------------- |
| 10 m súng ngắn hơi         | Quách Văn Tuấn · Trung Quốc    | Natalia Paderina · Nga         | Nino Salukvadze · Gruzia   |
| 10 m súng trường hơi       | Kateřina Emmons · Cộng hòa Séc | Lioubov Galkina · Nga          | Snježana Pejčić · Croatia  |
| 25 m súng ngắn             | Trần Dĩnh · Trung Quốc         | Otryadyn Gündegmaa · Mông Cổ   | Munkhbayar Dorjsuren · Đức |
| 50 m súng trường ba tư thế | Đỗ Lệ · Trung Quốc             | Kateřina Emmons · Cộng hòa Séc | Eglis Yaima Cruz · Cuba    |
| Đĩa bay                    | Satu Mäkelä-Nummela · Phần Lan | Zuzana Štefečeková · Slovakia  | Corey Cogdell · Hoa Kỳ     |
| Đĩa bay đa hướng           | Chiara Cainero · Ý             | Kimberly Rhode · Hoa Kỳ        | Christine Brinker · Đức    |